# Tieffenbach
Tieffenbach ist eine französische Gemeinde mit 248 Einwohnern (Stand 1. Januar 2021) im Département Bas-Rhin in der Region Grand Est (bis 2015 Elsass). Sie gehört zum Arrondissement Saverne und zum Kanton Ingwiller.

## Geografie
Das Dorf Tieffenbach liegt 250 Meter über Meereshöhe im Gebiet der in Frankreich so genannten Nordvogesen, in einem engen Talstück der Eichel, 4 Kilometer westlich vom Col de Puberg. Die Gemeinde ist Teil des Biosphärenreservats Pfälzerwald-Vosges du Nord.
Ihre Nachbargemeinden sind Weislingen im Norden, Frohmuhl im Nordosten, Struth im Südosten, Asswiller und Durstel im Südwesten und Waldhambach im Nordwesten.

## Geschichte
- Tieffenbach wird schon im Jahr 718 erwähnt, als das Dorf dem Kloster Weißenburg angeboten wird.[2]
- Im 1299 wurde das Dorf Teil der Grafschaft Petite-Pierre/Lützelstein.[2]
- Die Reformation wurde um 1560 eingeführt.[2]
- Von 1734 bis 1771 gab es in Tieffenbach eine Schmiede, wo Eisen aus einer Mine zwischen Volksberg und Weislingen verarbeitet wurde.[3]
- Von 1871 bis zum Ende des Ersten Weltkrieges gehörte Tieffenbach als Teil des Reichslandes Elsaß-Lothringen zum Deutschen Reich und war dem Kreis Zabern im Bezirk Unterelsaß zugeordnet.
- Die Eisenbahnlinie Saargemünd-Mommenheim wurde im 1895 eröffnet.[4]

## Verkehrsanbindung
Im Dorf liegt die Station Tieffenbach-Struth der Eisenbahnlinie Straßburg-Saargemünd-Saarbrücken. Es halten Regionalzüge und Busse.

## Bevölkerungsentwicklung
| 1910 | 1962 | 1968 | 1975 | 1982 | 1990 | 1999 | 2006 | 2012 | 2014 |
| ---- | ---- | ---- | ---- | ---- | ---- | ---- | ---- | ---- | ---- |
| 523  | 453  | 461  | 435  | 378  | 334  | 335  | 291  | 282  | 280  |